# Elecciones legislativas de Campeche de 2021
Las elecciones legislativas de Campeche de 2021 fue el proceso electoral que se llevó a cabo el domingo 6 de junio de 2021 organizadas por el Instituto Electoral del Estado de Campeche (IEEC). En ellas se renovaron los titulares de los siguientes cargos de elección popular.
- 35 diputados locales al Congreso del Estado de Campeche:  21 electos por mayoría relativa en cada distrito electoral y 14 electos por representación proporcional.

## Organización

### Partidos políticos
En las elecciones estatales tienen derecho a participar diez partidos políticos con registro nacional: Partido Acción Nacional (PAN), Partido Revolucionario Institucional (PRI), Partido de la Revolución Democrática (PRD), Partido del Trabajo (PT), Partido Verde Ecologista de México (PVEM), Movimiento Ciudadano (MC), Movimiento Regeneración Nacional (MORENA), Partido Encuentro Solidario (PES), Fuerza por México (FPM) y Redes Sociales Progresistas (RSP).

### Proceso electoral
La campaña electoral para diputaciones y ayuntamientos empieza el 14 abril. El periodo de campañas concluye el 2 de junio. La votación está programada para celebrarse el 6 de junio de 2021, de las 8 de la mañana a las 6 de la tarde, en simultáneo con las elecciones federales. El cómputo final de resultados se publicó el 13 de junio.

### Distritos electorales
Para la elección de diputados de mayoría relativa del Congreso del Estado de Campeche el estado se divide en 21 distritos electorales.
| Distrito | Cabecera    | Municipios                       |
| -------- | ----------- | -------------------------------- |
| 1        | Campeche    | Campeche                         |
| 2        | Campeche    | Campeche                         |
| 3        | Campeche    | Campeche                         |
| 4        | Campeche    | Campeche                         |
| 5        | Campeche    | Campeche                         |
| 6        | Campeche    | Campeche                         |
| 7        | Tenabo      | Campeche, Tenabo                 |
| 8        | Carmen      | Carmen                           |
| 9        | Carmen      | Carmen                           |
| 10       | Carmen      | Carmen                           |
| 11       | Carmen      | Carmen                           |
| 12       | Carmen      | Carmen                           |
| 13       | Escarcega   | Escarcega                        |
| 14       | Candelaria  | Candelaria                       |
| 15       | Champotón   | Champotón                        |
| 16       | Seybaplaya  | Champotón, Seybaplaya            |
| 17       | Calkini     | Calkini                          |
| 18       | Hopelchen   | Hopelchen                        |
| 19       | Hecelchakan | Calkini, Dzitbalché, Hecelchakan |
| 20       | Palizada    | Carmen, Palizada                 |
| 21       | Calakmul    | Calakmul, Escarcega              |
| Mapa     |             |                                  |
|          |             |                                  |

## Coaliciones

### Va por Campeche
|  | Partido Revolucionario Institucional - 13 diputados: Distritos 4, 5, 6, 7, 10, 11, 12, 13, 14, 15, 17, 18 y 21 |
|  | Partido Acción Nacional - 6 diputados: Distritos 1, 3, 8, 9, 16 y 19                                           |
|  | Partido de la Revolución Democrática - 2 diputados: Distritos 2 y 20                                           |

El 8 de enero de 2021 el Partido Acción Nacional (PAN), el Partido Revolucionario Institucional (PRI) y el Partido de la Revolución Democrática (PRD) acordaron presentarse en coalición para las elecciones estatales de Campeche.

## Resultados

### Congreso del Estado de Campeche
|  | 35.12 % |

|  | 25.77 % |

|  | 23.11 % |

|  | 4.83 % |

|  | 2.30 % |

|  | 2.02 % |

|  | 1.29 % |

|  | 1.19 % |

|  | 0.92 % |

|  | 0.78 % |

|  | 2.67 % |

|  | 100 % |

## Elecciones

#### Distrito 1 (Campeche)
|  | 38.58 % |

|  | 27.10 % |

|  | 25.45 % |

|  | 2.46 % |

|  | 1.63 % |

|  | 1.09 % |

|  | 0.69 % |

|  | 0.58 % |

|  | 97.63 % |

|  | 2.36 % |

|  | 57.24 % |

#### Distrito 2 (Campeche)
|  | 36.54 % |

|  | 28.23 % |

|  | 27.18 % |

|  | 1.50 % |

|  | 1.29 % |

|  | 0.96 % |

|  | 0.96 % |

|  | 0.64 % |

|  | 97.39 % |

|  | 2.60 % |

|  | 56.82 % |

#### Distrito 3 (Campeche)
|  | 30.02 % |

|  | 29.78 % |

|  | 27.38 % |

|  | 5.73 % |

|  | 1.43 % |

|  | 1.02 % |

|  | 0.99 % |

|  | 0.96 % |

|  | 97.37 % |

|  | 2.62 % |

|  | 60.49 % |

#### Distrito 4 (Campeche)
|  | 34.06 % |

|  | 31.29 % |

|  | 26.85 % |

|  | 2.12 % |

|  | 1.26 % |

|  | 0.90 % |

|  | 0.57 % |

|  | 0.56 % |

|  | 97.70 % |

|  | 2.29 % |

|  | 64,26 % |

#### Distrito 5 (Campeche)
|  | 33.93 % |

|  | 32.99 % |

|  | 25.34 % |

|  | 1.80 % |

|  | 1.30 % |

|  | 0.81 % |

|  | 0.77 % |

|  | 0.75 % |

|  | 97.70 % |

|  | 2.18 % |

|  | 63,38 % |

#### Distrito 6 (Campeche)
|  | 33.83 % |

|  | 30.40 % |

|  | 27.29 % |

|  | 1.68 % |

|  | 1.63 % |

|  | 1.13 % |

|  | 1.00 % |

|  | 0.56 % |

|  | 97.60 % |

|  | 2.39 % |

|  | 66.54 % |

#### Distrito 7 (Tenabo)
|  | 32.60 % |

|  | 30.50 % |

|  | 27.48 % |

|  | 2.52 % |

|  | 1.99 % |

|  | 0.80 % |

|  | 0.97 % |

|  | 0.70 % |

|  | 97.68 % |

|  | 2.31 % |

|  | 73,94 % |

#### Distrito 8 (Carmen)
|  | 47.63 % |

|  | 31.92 % |

|  | 11.12 % |

|  | 1.85 % |

|  | 1.64 % |

|  | 1.10 % |

|  | 0.97 % |

|  | 0.46 % |

|  | 96.75 % |

|  | 3.24 % |

|  | 50.13 % |

#### Distrito 9 (Carmen)
|  | 46.38 % |

|  | 30.27 % |

|  | 11.92 % |

|  | 5.08 % |

|  | 1.28 % |

|  | 1.10 % |

|  | 0.78 % |

|  | 0.72 % |

|  | 97.43 % |

|  | 2.56 % |

|  | 55.40 % |

#### Distrito 10 (Carmen)
|  | 47.10 % |

|  | 29.92 % |

|  | 15.07 % |

|  | 1.99 % |

|  | 1.55 % |

|  | 0.85 % |

|  | 0.66 % |

|  | 0.49 % |

|  | 97.43 % |

|  | 2.26 % |

|  | 47.96 % |

#### Distrito 11 (Carmen)
|  | 49.51 % |

|  | 24.21 % |

|  | 16.70 % |

|  | 2.42 % |

|  | 1.95 % |

|  | 1.66 % |

|  | 0.55 % |

|  | 0.44 % |

|  | 97.52 % |

|  | 2.47 % |

|  | 47.07 % |

#### Distrito 12 (Carmen)
|  | 35.29 % |

|  | 34.66 % |

|  | 19.90 % |

|  | 3.26 % |

|  | 1.22 % |

|  | 0.95 % |

|  | 0.93 % |

|  | 0.58 % |

|  | 96.83 % |

|  | 3.16 % |

|  | 62.92 % |

#### Distrito 13 (Escárcega)
|  | 32.45 % |

|  | 28.49 % |

|  | 28.04 % |

|  | 2.92 % |

|  | 2.44 % |

|  | 1.24 % |

|  | 0.59 % |

|  | 0.32 % |

|  | 96.54 % |

|  | 3.45 % |

|  | 60.27 % |

#### Distrito 14 (Candelaria)
|  | 40.92 % |

|  | 40.87 % |

|  | 8.74 % |

|  | 1.64 % |

|  | 1.30 % |

|  | 1.30 % |

|  | 1.01 % |

|  | 0.54 % |

|  | 96.36 % |

|  | 3.63 % |

|  | 60.95 % |

#### Distrito 15 (Champotón)
|  | 39.01 % |

|  | 32.02 % |

|  | 20.03 % |

|  | 3.20 % |

|  | 0.99 % |

|  | 0.83 % |

|  | 0.65 % |

|  | 0.39 % |

|  | 97.16 % |

|  | 2.83 % |

|  | 60.08 % |

#### Distrito 16 (Seybaplaya)
|  | 39.23 % |

|  | 31.46 % |

|  | 18.94 % |

|  | 2.93 % |

|  | 1.92 % |

|  | 1.36 % |

|  | 0.80 % |

|  | 0.31 % |

|  | 97.00 % |

|  | 2.99 % |

|  | 70.04 % |

#### Distrito 17 (Calkiní)
|  | 33.95 % |

|  | 31.00 % |

|  | 21.31 % |

|  | 3.47 % |

|  | 3.30 % |

|  | 2.11 % |

|  | 1.99 % |

|  | 0.64 % |

|  | 97.86 % |

|  | 2.13 % |

|  | 73.75 % |

#### Distrito 18 (Hopelchén)
|  | 40.61 % |

|  | 26.30 % |

|  | 24.80 % |

|  | 3.54 % |

|  | 1.04 % |

|  | 1.04 % |

|  | 0.49 % |

|  | 0.24 % |

|  | 98.11 % |

|  | 1.88 % |

|  | 72.80 % |

#### Distrito 19 (Hecelchakán)
|  | 31.35 % |

|  | 29.36 % |

|  | 26.37 % |

|  | 4.33 % |

|  | 2.08 % |

|  | 1.86 % |

|  | 1.60 % |

|  | 1.24 % |

|  | 98.24 % |

|  | 1.75 % |

|  | 77.01 % |

#### Distrito 20 (Palizada)
|  | 36.09 % |

|  | 35.16 % |

|  | 17.76 % |

|  | 3.30 % |

|  | 2.81 % |

|  | 0.71 % |

|  | 0.49 % |

|  | 0.49 % |

|  | 96.88 % |

|  | 3.11 % |

|  | 67.53 % |

#### Distrito 21 (Calakmul)
|  | 47.03 % |

|  | 27.99 % |

|  | 14.10 % |

|  | 2.77 % |

|  | 2.01 % |

|  | 1.56 % |

|  | 0.85 % |

|  | 0.49 % |

|  | 96.84 % |

|  | 3.15 % |

|  | 66.53 % |

#### Diputados Plurinominales[10][11]
|                                  |                                          |                                |                                        |                                  |                                 |                                          |                                        |                                   |                                          |
|                                  |                                          |                                |                                        |                                  |                                 |                                          |                                        |                                   |                                          |
| Pedro Cámara Castillo            | Adriana del Pilar Ortíz Lanz             | Nelly Sinaí Bagdadi Pérez      | Alvar Eduardo Ortiz Azar               | Ana María López Hernández        | Paul Alfredo Arce Ontiveros     | Alejandro Gómez Cazarín                  | Ergi Daniel Peña Maciel                | Tania Domínguez Fernández         | Itzel García García                      |
| Socorro del Carmen Gamboa Vela   | Ricardo Miguel Medina Farfan             | Acisclo Paz López              | Sandra Guadalupe Díaz Guzmán           | Jorge Ismael Acosta Canúl        | Mónica Fernández Montúfar       | Elisa María Hernández Romero             | Irma Ramírez Gómez                     | Wilberth Cabañas García           | Joaquín del Río Ávila                    |
| Modesto Arcángel Pech Uitz       | Laura Olimpia Ermilia Baqueiro Ramos     | Teresa Santos Gómez            | Luis Alberto Fuentes Castro            | Isla del Carmen Santisbom Pérez  | Elías Noé Baeza Aké             | José Héctor Hernán Malavé Gamboa         | Jonathan Martín del Jesús Vega Estrada | Lourdes Ivonne Farrera Rosas      | Laura Emili Hernández Barba              |
| Iris Zulema Bonilla Hernández    | Noel Juárez Castellanos                  | Jorge Arturo Rivera Velázquez  | María del Carmen Negrete Mendez        | Alexis Andrei Herrera Aké        | Teresa Farías González          | Genoveva Morales Fuentes                 | Jacqueline del Carmen Estrada González | Daniel Enrique Sosa Garrido       | Abdiel Isaac Dzulu Santos                |
| Mario Enrique Pacheco Ceballos   | María del Carmen Guadalupe Torres Arango | María del Carmen Ortiz Vazquez | Víctor Manuel Aguilar Carrillo         | Wendy Lucinda Ramírez Cámara     | Zacarías Doger Rodríguez Ríos   | César Andrés González David              | Narciso Jonathan Ruíz Román            | Ámbar Aimara Villacis Escobedo    | Margarita de los Ángeles Barragan Arroyo |
| Adriana Verónica Escamilla Sonda | Miguel Ángel Puch Rivera                 | Ramón David Bautista Ortíz     | Sharaday Juhayna Reyes Soberanis       | Marco Antonio Chuc Aguayo        | Aurora Candelaria Ceh Reyna     | Elda Esther del Carmen Castillo Quintana | Cinthya Guadalupe Chuc Rodríguez       | Porfirio Uribe Hernández          | Fernando Dante Imperiale García          |
| Víctor Ramón Castro Fuentes      | Clara Luz Ortega Muñoz                   | Maribel Centurion Vázques      | Martín Rodrigo Martínez Romero         | Génesis Yasmín Ramírez González  | Daher Antonio Puch Rivera       | Jesús Roberto Reyes Jiménez              | Gabriel Antonio May Nieto              | Rosario del Pilar Can Can         | Lirio Esmeralda Suaste Che               |
| Rosalba Barrera Lira             | Alberto Germán Vázquez Aguilar           | Michael Leonardo Cruz Cab      | Karla Guadalupe López Montejo          | Yonathan del Jesús Collí Tun     | Lizbeth Guadalupe Avilés Reyes  | Matiana del Carmen Torres López          | María Candelaria Ku Naal               | Carlos Alberto Sobrino Castrejón  | Sergio Alonso Conde Ortiz                |
| José del Carmen Tejero Chuc      | Mariela del Carmen Conic Cu              |                                | Amin Adib Burad Contreras              | Nayeli Deseree Guevara Domínguez | Manuel Peña Miranda             | Carlos Ramírez Cortéz                    | Mauro Andrés Gómez Ordáz               | Abelda del Carmen Castillo Paz    | Patricia Chale García                    |
| Teresa Zapata Alonso             | Juan Manuel Romero Gallardo              |                                | Cecilia Candelaria Cen Pacheco         |                                  | María del Carmen Zetina Márquez | Manya Felicitas Jiménez Gutierrez        | Marina Abigaíl Rodríguez               | Ángel Ramón Gálvez Pérez          | Ricardo Iván Vargas Cerón                |
| Ignacio Manuel Estrella Chuc     | María Salomé Mosqueda Guzmán             |                                | Carlos Alfonso Garzón Sánchez          | Julia Patricia Pérez Martínez    | Juan Carlos Valle Pinzón        | Jorge Armando Cauich Yam                 | William de los Ángeles May Cahuich     | María del Carmen Rodríguez Flores | Genny Rubiela Dzul Puc                   |
| Nilsa Yanalia Arroyo Vázquez     | Román Alejandro Cardona Rejón            |                                | Georgina Guadalupe Zumárraga Domínguez |                                  | María del Jesús Ponce Juárez    | Viviana Contreras Rodríguez              | Esmeralda del Carmen Hidalgo Dzib      | José Manuel López Ortega          | Wualter Inocencio Sampayo Gómez          |
| Limbert Manuel Euan Basulto      | Elia Lucely Yah Dzib                     |                                | Francisco Javier Martínez Ac           | Damaris Manrrero Chávez          | Rogelio Abraham Quijano García  | Freddy Pantoja Huerta                    | Wilberth Eleazar Ancona Inurreta       | Gelmy Mimí Cahun Pan              | Wendy Marcela García Tuz                 |
| Itzel Guadalupe Gómez Suárez     | Benjamín Iván Cardozo Sánchez            |                                | Salina del Rocío Rosado García         |                                  | Valentina Soto Minet            | Naddia Janette Poot Barreras             | Selene del Carmen Estrella Lara        | César de Jesús Ruíz Vital         | Francisco Javier García Coral            |